# ماريان غرينوود
ماريان غرينوود (بالسويدية: Marianne Greenwood)‏ هي مصورة سويدية، ولدت في 1916 في ياليفاره في السويد، وتوفيت في 3 فبراير 2006 في أنتيب في فرنسا.